# TRX懸吊式阻抗訓練

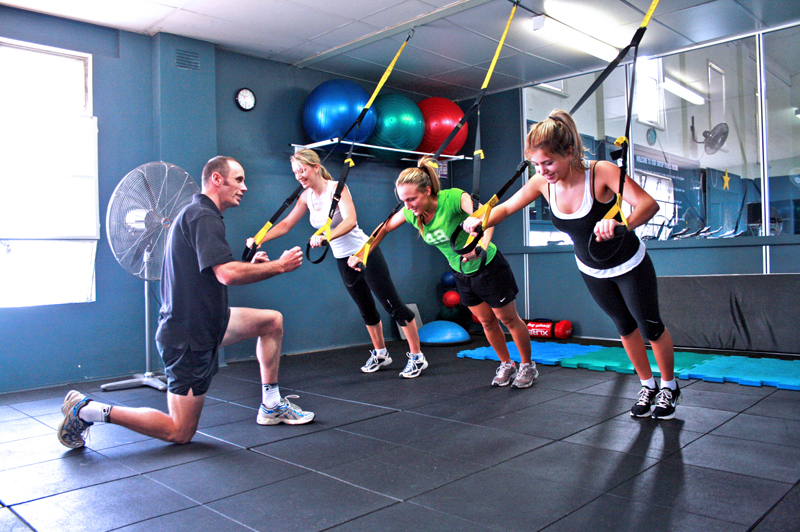
3名學員正在進行TRX懸吊式阻抗訓練

TRX懸吊式阻抗訓練（英語：Total Resistance Exercises），由前美國海豹部隊隊員蘭迪·赫特里克（Randy Hetrick）於2005年發明的懸吊式運動。運動多以小班進行，學員會跟着導師隨着音樂的節奏，透過懸吊於天花板的尼龍繩與自身的體重，做出各種各樣的姿勢以鍛鍊不同部位的肌肉群。

## 歷史
赫特里克在1997年獲派駐東南亞期間，致力尋找一種不同於一般伏地挺身的訓練方法，最後以一條巴西柔術的腰帶和軍營中找到的降落傘織帶製作出第一代的懸吊式訓練器材。
2001年退役後在史丹佛大學修讀工商管理碩士，與此同時向健身室推銷他的TRX系統，最後得到私人投資者的35萬美元注資，於三藩市的Krav Maga健身俱樂部首次獲得使用。

## 外部連結
- How I Built This - TRX: Randy Hetrick （页面存档备份，存于）